# Hans Scharoun

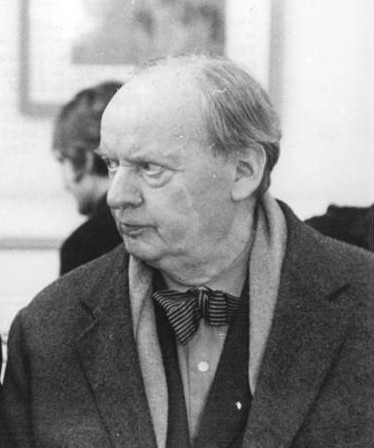
Hans Scharoun (1966)

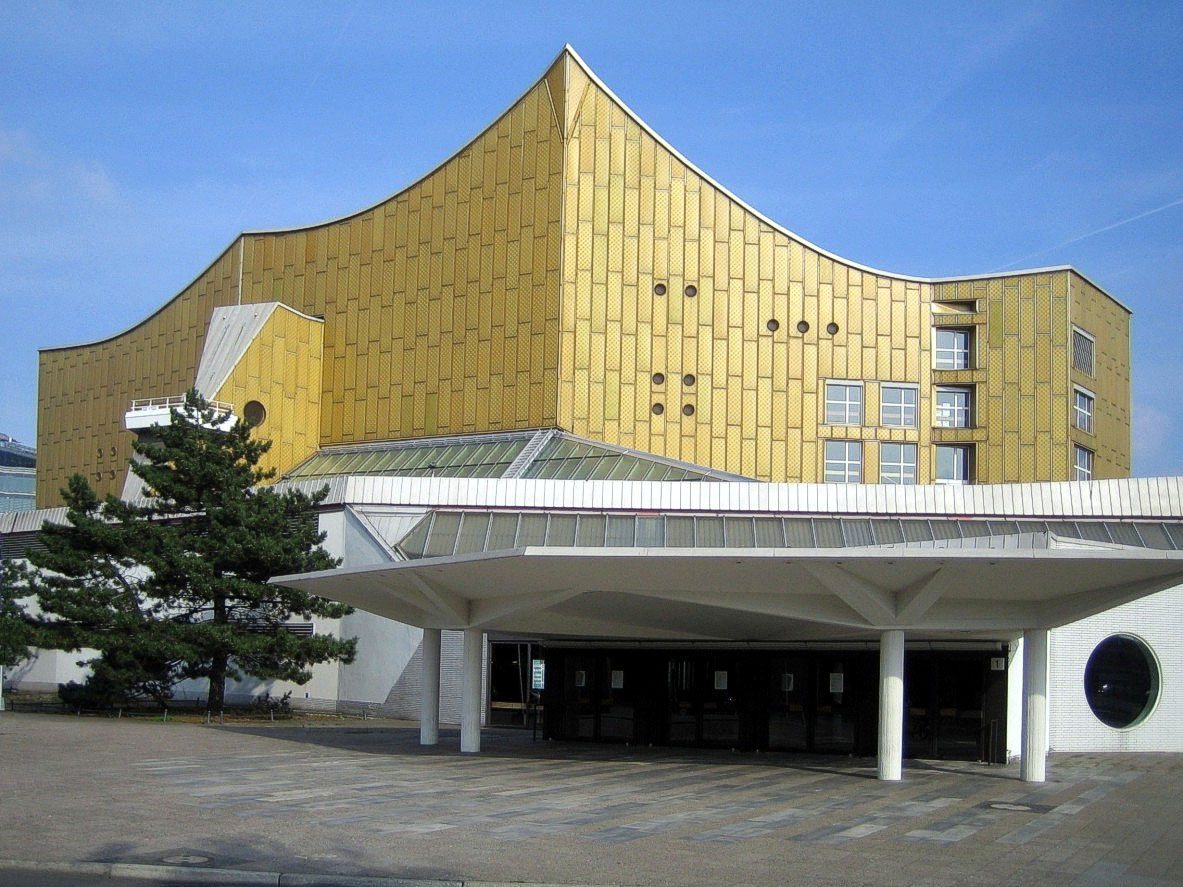
Berlin Philharmonic

Bernhard Hans Henry Scharoun (20 tháng 9 năm 1893 - 25 tháng 11 năm 1972) là một kiến trúc sư người Đức nổi tiếng với thiết kế các phòng hòa nhạc Berlin Philharmonic và Nhà Schminke ở Löbau, Saxony. Ông là một đại diện quan trọng của trường phái kiến trúc hữu cơ và biểu hiện.

## Sách tiểu sử chọn lọc
- Bürkle, J. Christoph: „Hans Scharoun”, Studio Paperback, Birkhäuser, Basel 1993, ISBN 3-7643-5581-6
- Genovese, Paolo Vincenzo, „Hans Scharoun, Scuola a Lünen”, Testo & Immagine, Torino, 2001.
- Jones, Peter Blundell: „Hans Scharoun — a monograph”, 1978, ISBN 0-900406-57-7
- Jones, Peter Blundell: „Hans Scharoun”, London 1993/1997, ISBN 0-7148-2877-7 (Hardback) ISBN 0-7148-3628-1 (Paperback)
- Jones, Peter Blundell; „Hans Scharoun: Buildings in Berlin”, 2002, ISBN 0-9714091-2-9
- Kirschenmann, Jörg C. und Syring, Eberhard: „Hans Scharoun”, Taschen Basic Architecture, Taschen, Köln 2004, ISBN 3-8228-2778-9

(German)
- Bürkle, J. Christoph: „Hans Scharoun und die Moderne — Ideen, Projekte, Theaterbau”, Frankfurt am Main 1986
- Janofske, Eckehard: „Architektur-Räume, Idee und Gestalt bei Hans Scharoun”, Braunschweig 1984
- Jones, Peter Blundell: „Hans Scharoun — Eine Monographie”, Stuttgart 1980
- Kirschenmann, Jörg C. und Syring, Eberhard: „Hans Scharoun — Die Forderung des Unvollendeten”, Deutsche Verlags-Anstalt, Stuttgart 1993, ISBN 3-421-03048-0
- Pfankuch, Peter (Hrsg.): „Hans Scharoun — Bauten, Entwürfe, Texte”, Schriftenreihe der Akademie der Künste Band 10, Berlin 1974, Neuauflage 1993, ISBN 3-88331-971-6
- Ruby, Andreas und Ilka: Hans Scharoun. Haus Möller. Köln 2004.
- Syring, Eberhard und Kirschenmann, Jörg C.: „Hans Scharoun — Außenseiter der Moderne”, Taschen, Köln 2004, ISBN 3-8228-2449-6
- Wendschuh, Achim (Hrsg.): „Hans Scharoun — Zeichnungen, Aquarelle, Texte”, Schriftenreihe der Akademie der Künste Band 22, Berlin 1993, ISBN 3-88331-972-4
- Wisniewski, Edgar: „Die Berliner Philharmonie und ihr Kammermusiksaal. Der Konzertsaal als Zentralraum”, Berlin 1993